# تيغرماتين (آيت واسيف)
تيغرماتين هو دُوَّار يقع بجماعة آيت واسيف، إقليم تنغير، جهة درعة تافيلالت في المملكة المغربية. ينتمي الدوّار لمشيخة آيت واسيف التي تضم 16 دوار. يقدر عدد سكانه بـ 783 نسمة حسب الإحصاء الرسمي للسكان والسكنى لسنة 2004.

## روابط خارجية
- البوابة الوطنية للجماعات الترابية نسخة محفوظة 12 مارس 2018 على موقع واي باك مشين.
- المندوبية السامية للتخطيط